# Marcelo Sánchez Sorondo
Marcelo Sánchez Sorondo (Buenos Aires, 8 settembre 1942) è un vescovo cattolico, filosofo e teologo argentino, dal 4 aprile 2022 cancelliere emerito della Pontificia accademia delle scienze e della Pontificia accademia delle scienze sociali.

## Biografia
Nato a Buenos Aires, è stato ordinato sacerdote il 7 dicembre 1968 per la diocesi di Roma.
Si è laureato in Teologia presso la Pontificia università "San Tommaso d'Aquino" nel 1974 e in Filosofia presso l'Università di Perugia nel 1976.
Dal 1976 al 1998 è stato professore di Storia della filosofia nella Pontificia Università Lateranense, dove ha ricoperto il ruolo di ordinario dal 1982 ed è stato eletto decano della facoltà per tre periodi consecutivi dal 1987 al 1996.
Dal 1998 è professore ordinario di Storia della filosofia alla Libera Università Maria Santissima Assunta di Roma e nello stesso anno è stato nominato presidente del corso di laurea in Scienze della formazione nella medesima università.
È stato nominato da papa Giovanni Paolo II cappellano di Sua Santità l'11 dicembre 1987 e socio ordinario della Pontificia accademia di San Tommaso d'Aquino il 18 gennaio 1989.
Il 5 ottobre 1998 è stato nominato cancelliere delle Pontificia accademia delle scienze e della Pontificia accademia delle scienze sociali e nel marzo 1999 prelato segretario della Pontificia accademia di San Tommaso d'Aquino.
Ha tenuto corsi trimestrali sui risultati delle sue ricerche all'Università di Salamanca (1978 e 1980), all'Università di Santiago di Compostela (1982) e diverse conferenze e seminari in altre università italiane (Perugia, Macerata, Napoli) ed estere (Washington, Mosca, Gerusalemme, Toronto, Montréal). Il 19 marzo 2001 è stato consacrato da Giovanni Paolo II vescovo titolare di Vescovio (co-consacranti i cardinali Angelo Sodano e Giovanni Battista Re), con l'incarico di cancelliere della Pontificia accademia delle scienze e della Pontificia accademia delle scienze sociali.
Nel maggio 2007 partecipa alla V conferenza episcopale latinoamericana ad Aparecida come membro designato dal papa.

## Genealogia episcopale
La genealogia episcopale è:
- Cardinale Scipione Rebiba
- Cardinale Giulio Antonio Santori
- Cardinale Girolamo Bernerio, O.P.
- Arcivescovo Galeazzo Sanvitale
- Cardinale Ludovico Ludovisi
- Cardinale Luigi Caetani
- Cardinale Ulderico Carpegna
- Cardinale Paluzzo Paluzzi Altieri degli Albertoni
- Papa Benedetto XIII
- Papa Benedetto XIV
- Papa Clemente XIII
- Cardinale Enrico Benedetto Stuart
- Papa Leone XII
- Cardinale Chiarissimo Falconieri Mellini
- Cardinale Camillo Di Pietro
- Cardinale Mieczysław Halka Ledóchowski
- Cardinale Jan Maurycy Paweł Puzyna de Kosielsko
- Arcivescovo Józef Bilczewski
- Arcivescovo Bolesław Twardowski
- Arcivescovo Eugeniusz Baziak
- Papa Giovanni Paolo II
- Vescovo Marcelo Sánchez Sorondo

## Principali pubblicazioni
- La Gracia como Participación de la Naturaleza Divina Según Santo Tomás de Aquino (Universidades Pontificias, Buenos Aires-Letrán-Salamanca, 1979), 360 pp.
- Aristotele e San Tommaso (Pontificia Università Lateranense, Città Nuova Editrice, Roma, 1981), 100 pp.
- Aristóteles y Hegel (Universidades Pontificias, Herder, Buenos Aires-Rome, 1987), 368 pp.
- La Noción de Participación en Juan Vicente,  Salmanticensis (Salamanca, 1977).
- La Gracia como Participación de la Naturaleza Divina en Juan Vicente o. p. (from his doctoral thesis presented at the Pontifical University of St. Thomas Aquinas, Salamanca, 1978)  50 pp.
- La Positività dello Spirito in Aristotele,  Aquinas,  21, fas. 1 (Rome, 1978), pp. 126 ss.
- La Querella Antropológica del Siglo XIII (Sigerio y Santo Tomás), Sapientia,  35,  137-138 (Buenos Aires, 1980), pp. 325–358.
- Il Concetto di Storia della Filosofia (Rome, 1981), 50 pp.
- Aristóteles y Hegel (N.Hartmann), introduction, translation and notes by M. S. S., Pensamiento, 154, vol. 39, (Madrid 1983), pp. 177–222.
- Partecipazione e Refusione della Grazia, in Essere e Libertà (studi in onore di C. Fabro, Perugia, 1984), pp. 225–251.
- L'Unità dei Comandamenti, Coscienza,  1, (Rome, 1985), pp. 20 ss.
- La Libertà nella Storia, in  Ebraismo, Ellenismo, Cristianesimo, Archivio di Filosofia,  53,  2-3, (Rome, 1985), pp. 89–124.
- San Tommaso: Maestro Interiore, Tabor,  40, 4, (Rome 1991), pp. 22–42.
- L'Evoluzione (Entwicklung) Storica della Libertà come Stimolo per la Filosofia Cristiana, Aquinas, 30, 1, (Rome, 1988), pp. 30–60.
- Der Weg der Freiheit nach Hegel, in Der Freiheitsgedanke in den Kulturen des Italienischen und Deutschen Sprachraumes (Akademie Deutsch-Italienischer Studien, Akten der XXI. internationalen Tagung, Meran 10-15. April 1989), pp. 457–481.
- La Noción de Libertad en la Cuestión 'De Malo' de Santo Tomás (Buenos Aires 1991), 150 pp.
- L'Energeia Noetica Aristotelica come il Nucleo Speculativo del Geist Hegeliano, in M.S.S. (ed.), L'Atto Aristotelico e le sue Ermeneutiche (Rome, 1990), pp. 179–201.
- L'Atto Aristotelico e le sue Ermeneutiche, 'Introduction' by M. S. S. (Herder, Università Lateranense, Rome, 1990), pp. I-XII.
- Ragione Pratica, Libertà, Normatività, 'Introduction' by M. S. S. (Herder, Università Lateranense, Rome, 1991), pp. I-XXIV.
- Tomismo e Pensiero Moderno, in G.M.Pizzuti (ed.), Veritatem in Caritate (Ermes, Potenza, 1991), pp. 243–253.
- Teologia Razionale, Filosofia della Religione, Linguaggio su Dio, 'Introduction' by M. S. S. (Herder, Università Lateranense, Rome, 1992), pp. I-XVII.
- I Valori Culturali dell'America Latina per la Nuova Evangelizzazione, Euntes Docete, 45, 2, (Rome, 1992), pp. 191–204.
- Francisco de Vitoria: Artefice della Nuova Coscienza sull'Uomo, Vangelo Religioni Cultura (Turin, 1993), pp. 263–277.
- Physica, Naturphilosophie, Nuovi Approcci, 'Introduction' by M. S. S. Herder, Università Lateranense, Rome, 1993, pp. I-XXVI.
- L'Idea di Università Spirituale in Pietro Rossano, in Sacro e Valori Umani (Agrigento, 1992), pp. 49–61.
- Del Alma al Espíritu: la Antropología de Tomás de Aquino, Revista Latinomericana de Filosofía, XXII, 1, (Buenos Aires, 1994) pp. 20–37.
- Per un Servizio Sapienziale della Filosofía nella Chiesa, Aquinas,  XXXVII, fas. 3 (Rome, 1994), pp. 483–500.
- Perì Yuxhß, De Homine, Antropologia, 'Introduction' by M.S.S., Herder (Università Lateranense, Rome, 1995), pp. I-XXVIII.
- Stato, Libertà e Verità, in La Forma Morale dell'Essere, (Rosminiane, Stresa 1995), pp. 91–133.
- L'Amico come Altro se Medesimo e la sua Dialettica, in Akademie Deutsch-Italienischer Studien, Akten der XXII. internationalen Tagung, Meran 10-15. April 1994, pp. 457–481.
- Francis of Vitoria, in Hispanic Philosophy in the Age of Discovery, (The Catholic University of America, Washington 1995), Studies in Philosophy and the History of Philosophy, vol. 29, pp 59–68.
- La Libertà in C. Fabro, Studi Cattolici, September 1995, 415, pp. 529–33.
- Essere e Libertà in Fabro, in AA.VV., Cornelio Fabro: Testimonianze e Ricordi (Potenza, 1996), pp. 55–66.
- Tempo e Storia. Per un Approccio Storico e Teoretico, 'Introduction' by M.S.S. (Herder, Pont. Univ. Lateranense, Rome, 1996), XXXVI-442 pp.
- Dal Pensiero Greco il Primo Passo della Ragione verso Dio, in Le Idee, L'Unità2, 8 January 1998, p. 2.
- La Vita, edited with an Introduction by M.S.S. (Mursia, Università Lateranense, Rome, 1998), XXVIII-314 pp.
- Presentazione del Colloquio sull'Eucaristia, Aquinas, XLI, fas. 2 (Rome, 1998), pp. 209–21
- In che Cosa Credono quelli che non Credono?, Aquinas, XLI, fas. 3 (Rome, 1998), pp. 465–481.
- Aristotele, in Lexicon, Dizionario dei Teologhi (P.M., Casale Monferrato, 1998), pp. 101–104.
- Znaczenie filozofii wiedzy i umiejętności jako filozofii czołowieka, in Człowiek i jego świat na przełomie XX/XXI wieku, (Częstochowa 1998), pp. 37–44, 81-89.
- Hegel: Life between Death and Thought, Analecta Husserliana, LIX (Kluwer, Holland, 1999), pp. 189–203.
- Comentario a la Encíclica Fides et Ratio, Cuenta y Razón, (Madrid, April 1999), pp. 7–18.
- Il Problema della Sopravvivenza e dello Sviluppo Sostenibile, L'Osservatore Romano, 8 April 1999.
- Per una Istanza Metafisica Aperta alla Fede, in Per una Lettura dell'Enciclica Fides et Ratio (Quaderni de L'Osservatore Romano, Città del Vaticano, 1999), pp. 158–171.
- For a Metaphysics Open to Faith, in Catholic Culture, Documents, L'Osservatore Romano, (Città del Vaticano, September 22), 1999, pp. 10–12, in Catholic Culture
- La Conferenza Mondiale sulla Scienza, Studium, fas. 6, (Rome 1999), pp. 867–870.
- La paz por el diálogo, in AA.VV, XV Aniversario de la firma del Tratado de Paz y Amistad entre las Repúblicas de Argentina y Chile, (Città del Vaticano, 1999), pp. 3–10.
- La Teologia di Aristotele, in AA.VV., Pensare Dio a Gerusalemme, (Rome 2000), pp. 49–73.
- Food Needs of the Developing world in the Early Twenty-First Century, edited with an introduction by M.S.S, (Città del Vaticano, 2000), X-475 pp.
- Science for Survival and Sustainable Development, edited with an Introduction by M.S.S., (Città del Vaticano, 2000), pp. XII-427.
- La Strategia Filosofica di Fides et Ratio, Alpha Omega, III, fas. 2, (Roma 2000), pp. 329–339.
- The Social Dimensions of Globalisation, edited with a Foreword by M.S.S., (Città del Vaticano, 2000), pp. 93.
- Science and the Future of Mankind - Science for Man and Man for Science, edited with an Introduction by M.S.S. (Città del Vaticano, 2001), pp. XVII-527.
- Les Enjeux de la Connaissance Scientifique pour l'homme d'aujourd'hui, edited with an Introduction by M.S.S. (Città del Vaticano, 2001), pp. XI-102.
- Per una Metafisica aperta alla Fede, Aquinas, XLIV, fas. 1 (Roma, 2001), pp. 35–47.
- Per una Rivalutazione della Nozione di Sapienza, Vita e Pensiero, LXXXIV, fas. 3 (Milano 2001), pp. 244–263.
- Los Desafíos del Cristiano a la luz de la Pontificia Academia de las Ciencias, Embajada Argentina de la Santa Sede, Ciclo de Conferencias, nro. 16, (Rome, 2001), pp. 1–24.
- Globalization Ethical and Institutional Concerns, edited by M.S.S. (Città del Vaticano, 2001), pp. 408.
- Globalization and Humanity: New Perspectives, in AA.VV, A Dialogue on Globalization: Challenges and Opportunities for Counhtries, (The Asia Group, Rome 2001), pp. 11–28.
- The new approach on Ethics of Sciences: COMEST-Berlin 2001, in World Commission on the Ethics of Scientific Knowledge and Technology, (UNESCO, Paris 2001), pp. 35–53.
- La dignità della persona: tra accanimento terapeutico e rischio di abbandono, in AA.VV., Etica e Vita Umana, (Crema 2001), pp. 32– 65.
- Problemi sul Cristianesimo, Nuntium, V, fas. 3, (Rome, 2001), pp. 49–63.
- The Challenger of Sciences - A Tribute to the Memory of Carlos Chagas, edited with an Introduction by M.S.S. (Città del Vaticano, 2002), pp. XIX-168.
- The Pontifical Academy of Sciences: a Historical Profile in Education, in The Challenges for Science - Education for the Twenty-First Century, (Città del Vaticano, 2002), pp. 272–290.
- Pontificia Accademia delle Scienze, in Dizionario Interdisciplinare di Scienza e Fede, (Città Nuova, Rome 2002), vol. 1, pp. 1084–1092.
- Sulla Verità della Scienza, Doctor Communis, II n.s., (Città del Vaticano, 2002), pp. 45–68.
- Science and Truth: Observations on the Truth of Science, Analecta Husserliana, vol. LXVII, (Kluwer Academic Publishers, London 2002), pp. 49–73.
- Globalización y Solidaridad, FundaciónBanco de Boston, (Buenos Aires, 2002), 43 pp.
- Globalizzazione e Solidarietà, Extra Series 15, (Città del Vaticano, 2002), 42 pp.
- Intergenerational Solidarity, edited by M.S.S., (Città del Vaticano, 2002), pp. 251.
- Globalisation and Inequalities, edited by M.S.S., (Città del Vaticano, 2002), pp. 192.
- Reflexiones sobre Dios en el siglo XX, in Nuntium, año 3, numero 6, (Madrid, Julio 2002), pp. 160–168.
- Terrorism, Culture and John Paul II, edited by M.S.S. and Caude Manoli, World Federation of Scientists, (Erice 2003), 183 pp.
- Globalisation and Terrorism, in Terrorism, Culture and John Paul II, (Erice 2003), pp. 45–75.
- Papal Addresses, to the Pontifical Academy of Sciences 1917-2002 and to the Pontifical Academy of social Sciences, edited with an Introduction, notes and index by M.S.S., (Città del Vaticano, 2003), pp. LIV-524.
- Il Padre e il Figlio amano se stessi e noi per lo Spirito Santo (Sth I 37 2), in Doctor Communis, fasc. 2, (Città del Vaticano, 2003), pp. 41–57.
- The Truth Is the Goal of the Universe, in E. Majorana Center for Scientific Culture, (Erice, Italy, 10-15 maggio 2003), pp. 191–196.
- La rilettura storica speculativa della filosofia, in Audacia della ragione e inculturazione della fede, (Roma, 2003), pp. 245–260.
- Una sintesi di umanesimo e scienza, in V. De Cesare (ed.), Per l'Europa, (Napoli 2003), pp. 58–61.
- For a Catholic Vision of the Economy, in Journal of Markets &Morality, Volume 6, Numer 1, (Michigan 2003), pp. 7–31, Acton
- Per una cultura aperta alla fede, in La Chiesa a servizio dell'uomo, Giovanni Paolo II XXV anni di Pontificato, (Roma 2003), pp. 144–152.
- The Pontifical Academy of Sciences: A Historical Profile, The Pontifical Academy of Sciences, Extra Series 16, (Città del Vaticano, 2003), pp. 24.
- Cien Años de Magisterio Pontificio para las Ciencias, Pontificia Academia de las Ciencias, Extra Series 19, (Ciudad del Vaticano 2003), pp. 58.
- Science and Reality, Analecta Husserliana, vol. LXXIX, (Kluwer Academic Publishers, London 2004), pp. 821–833.
- The Four-Hundredth Anniversary of the Pontifical Academy of Sciences, edited with an Introduction and index by M.S.S., The Pontifical Academy of Sciences, Acta 17, (Città del Vaticano, 2004), pp. 170.
- The Governance of Globalisation, E. Malinvaud, L. Sabourin and M. S. S. (eds.), (Città del Vaticano, 2004), pp. XXXV-403.
- Pour un nouvel humanisme scientifique, in EWHUM (European Humanism in the World), posté 14 giugno 2004, in EWHUM
- Globalizar la solidaridad, Ciclo de Conferencias CEFOP, (La Plata, Provincia de Buenos Aires, 2004) pp. 58.
- Il Magistero dei Papi per la Pace e l'Accademia delle Scienze, in G. Prestipino (ed.), Guerra e Pace, (Napoli 2004), pp. 83–110.
- Globalisation and Solidarity, in A. D. Rotfeld (ed.), New Political Act for the United Nations, (Warsaw 2004), pp. 160–205.
- Human Security, Charity and Justice, in A. D. Rotfeld (ed.), New Threats, New Responses (Towards the UN Reform), (Warsaw 2004), pp. 130–135, PDF Report
- Globalisation, Justice and Charity, Extra Series 20, (Città del Vaticano, 2004), 20 pp.
- Globalizacion y Justicia Social, Extra Series 21, (Città del Vaticano, 2004), 28 pp.
- Globalizzare la giustizia, in I diritti umani nel mondo globalizzato, a cura di E. Conti, (Brescia 2004), pp. 61–74.
- The Pontifical Academy of Sciences, in Interdisciplinary Encyclopaedia of Religion and Science, ed. by G. Tanzella and A. Strumia, Roma 2005, Disf
- Globalisation and Learning, in Electronic Journal of Biotechnology, Vol. 8, No. 1, Issue of April 15, Pontificia Universidad Católica de Valparaíso, (Chile 2005), in EJBiotechnology Journal Archiviato il 2 dicembre 2008 in Internet Archive.
- Conceptualization of the Person in Social Sciences. (vol. Actas 11, pp. 510). ISBN 88-86726-18-X. VATICAN: The Pontifical Academy of Social Sciences (Vatican City).
- El Padre y el Hijo se aman y nos aman por el Espíritu Santo, in A. Galli, Homenaje al P. Ricardo Ferrara (Buenos Aires, 2006), pp. 80–120.
- The Various Transcendent Levels of the Sacred in History: The East, Natural Religion, and Revealed Religion in M. S. S. (ed.), The Sacred, (The Pontifical Academy of St. Thomas Aquinas, Vatican City, 2006) pp. 69–81.
- Femminismo e filosofia contemporanea, in A. Luciani (ed.), Nuovo Femminismo (Carità Politica, Roma, 2006), pp. 35–64.
- La educación como el arte de devenir sí mismo en un mundo globalizado In AA. VV. La educacion hoy, (Banco de Galicia, Buenos Aires, 2006), pp 35 – 58.
- La libertà della Scienza, in E. Conti (ed.), Le libertà (Brescia, 2006), pp. 25–39.
- Globalizacion y justicia internacional, in E. D. Bautista (ed.), Globalización y justicia internacional, (Fondo de Cultura Económica, México, 2006), pp. 263–291.
- Why the Concept of Brain Death is Valid as a Definition of Death, in M. S. S. (ed.), The Signs of Death (The Pontifical Academy of Sciences, Vatican City, 2007), pp. xxi-xxix, 388-394.
- Statement on Globalization and Education, in M. S. S. (ed.), Globalisation and Education, (W. de Gruyter, Berlin, 2007), pp. 257–285.
- Philosophy, Science, Faith, in M. S. S. (ed.), What is our Real Knowledge about the Human Being, (The Pontifical Academy of Sciences, Vatican City, 2007), pp. 69–81.
- Introduction, in M. S. S. (ed.), Stem Cells Technology and Other Innovative Therapies, (The Pontifical Academy of Sciences, Vatican City 2007), pp. vii-xi.
- Justice in Potency, in M. S. S. (ed.), Charity and Justice Among Peoples and Nations, (The Pontifical Academy of Social Sciences, Vatican City 2007), pp. 150–165.

## Onorificenze
- Cappellano di gran croce di merito

- Grão mestre da Ordem de Rio Branco de la República de Brasil (2004)[9]
- Gran maestro della Repubblica dell'Austria (2004)
- Gran maestro della Repubblica del Cile (2006)